# Monographis mirus
Monographis mirus är en mångfotingart som först beskrevs av Frank Archibald Sinclair Turk 1947.  Monographis mirus ingår i släktet Monographis och familjen penseldubbelfotingar. Inga underarter finns listade i Catalogue of Life.